# Соня Петровна
Соня Петровна (на френски: Sonia Petrovna) е френска актриса и балерина.

## Биография
Родена е на 13 януари 1952 г. в Париж, Франция. От 6 до 14-годишна възраст учи в Балетното училище на Парижката опера. По покана на хореографа Ролан Пети участва в негови постановки (L'éloge de la folie и др.), а на 14 юли 1967 г. на Festival dei Due Mondi в Сполето - в Hommage à Kandinsky на хореографа Жан Дюдан. През същия период участва в късометражния документален филм „Юношество“, режисиран от Владимир Форженси, който печели наградата „Сан Джорджо“ на биеналето във Венеция и e кандидат за Оскар за най-добър документален филм през 1967 г.
След това започва кариера като актриса в киното и телевизията. Участва във филма „Свещеният огън“ (Le Feu sacré, 1971), режисиран от Владимир Форженси, също за света на танца. В мелодраматичния филм „Първата спокойна нощ“ (La prima notte di quiete, 1972), режисиран от Валерио Дзурлини, си партнира с Ален Делон. Впоследствие ѝ е поверена ролята на Софи в „Лудвиг“ (Ludwig, 1972) на Лукино Висконти.
От 1980 г. участва в телевизионни сериали и телевизионни филми за американски, френски и италиански телевизии, включително La casa del sorcelio (1989) – филм на ужасите на Умберто Ленци. През 1989 г. участва в „Две майки“ (Due madri, 1989), режисиран от Тонино Валерий с Барбара Де Роси и Джани Гарко – история на малко момиченце, за чието попечителство спорят биологичната майка и осиновителката.
Омъжена е за композитора Лоран Петижирар, с когото има син Тристан (р. 7 май 1976 г.).

## Избрана филмография
| Година | Филм                 | Оригинално заглавие      | Роля         | Режисьор         |
| ------ | -------------------- | ------------------------ | ------------ | ---------------- |
| 1972   | Първата спокойна нощ | La prima notte di quiete | Ванина Абати | Валерио Дзурлини |
| 1972   | Лудвиг               | Ludwig                   | Софи         | Лукино Висконти  |